# Jacob Hornemann Bredsdorff
Jacob Hornemann Bredsdorff, född 8 mars 1790 i Vester Skerninge på södra Fyn, död 16 juni 1841, var en dansk natur- och språkforskare. 
Bredsdorff blev cand.theol. 1814 och ägnade sig därefter i flera år åt naturvetenskap. Han föreläste 1824-26 i mineralogi vid Köpenhamns universitet och anställdes 1828 som lektor i mineralogi och botanik vid Sorø Akademi. Han kunde dock ej hävda sig vare sig som forskare eller lärare på dessa områden, men fick större framgång med geografiska och historiska arbeten.
Bredsdorff var även verksam som språkforskare och även om hans arbeten på detta område inte fick någon större betydelse under hans levnad kan sägas att han i hög grad tog upp ämnen, som först långt senare fick en ingående behandling. Flera små avhandlingar, främst Prøve af en efter udtalen indrettet dansk retskrivning (1817), ägnas åt ljudbildningen och ljudskrift. Han är den förste som ger ett sammanhängande prov på ljudskrift och framhäver dess betydelse vid språkundervisning. Hans programavhandling från Roskilde 1821 Om aarsagerne til sprogenes forandringer återutgavs 1886 av Vilhelm Thomsen, då samma problem åter var aktuella på grund av junggrammatikernas teorier.
Bredsdorff var även som runolog före sin tid; Runeskriftens oprindelse (1822) och hans läsning av Gallehushornen (1839) förtjänar att nämnas.